# Criminalistica
La criminalistica è la disciplina che studia, archivia e diffonde dati e indici statistici sulla criminalità.

## La rilevazione del crimine
Le statistiche criminali sono rilevate e registrate da molti paesi e sono oggetto di studio da parte di diverse organizzazioni internazionali, tra cui l'Interpol e le Nazioni Unite. Le istituzioni legali in alcuni paesi, come ad es. l'FBI negli Stati Uniti e l'Home Office nel Regno Unito pubblicano periodicamente degli indici che servono come fonti principali per molte ricerche.
Allo stato attuale, si contano diversi metodi di misurazione, tra cui questionari “porta a porta”, rilevazioni provenienti dal pronto soccorso o dalle scienze attuariali, registri della polizia o altre istituzioni di difesa sociale. Queste ultime sono le più frequenti, ma molti reati non sono rilevati affatto. Alcune ricerche sono molto più interessanti ed utili rispetto ai dati ufficiali che, per la propria natura autoreferenziale, non coprono tutti i casi e raramente servono a prevenire il crimine e, non per ultimo, spesso ignorano la fase processuale penale prima che gli imputati siano giudicati in maniera definitiva (in Cassazione).
Alcuni dei più frequenti metodi per rilevare i reati sono le banche dati delle forze di polizia che riportano solo i reati denunciati e le vittimizzazioni rilevate, le denunce occasionali che sono più appetibili per reati meno frequenti quali gli omicidi e le rapine a mano armata.
In Italia vi sono varie agenzie che offrono indici statistici, Doxa, Censis e Istat. Un'altra fonte sono i servizi postali che rilevano dati sul crimine informatico e sulla pedofilia, il Ministero dell'Interno e alcune riviste tra cui Rassegna Penitenziaria e Criminologica pubblicata dal Ministero della giustizia.
Una ricerca condotta in diciotto paesi europei ha scoperto che il livello di criminalità in Europa è diminuito rispetto ai livelli del 1990, e che il livello dei reati comuni mostra un trend calante in America e in Australia e in altri paesi industrializzati. Ricerche europee sono concordi nell'attribuire al mutamento demografico come la causa principale di tale trend. Sebbene gli omicidi e le rapine sono aumentati in America negli anni ottanta, nel 2000 erano diminuiti del 40%.
I dati indicano che «il crescente utilizzo degli indici statistici possono essere un fattore determinante per la diminuzione di tutti i livelli di crimine dei paesi occidentali»,

## Problemi di rilevazione
La pratica della statistica criminale si differenzia non solo tra i paesi e le giurisdizioni ma anche tra i diversi sistemi di polizia che, in base alla propria discrezionalità, hanno la facoltà di determinare quanto la criminalità è registrata in base alle proprie pratiche di rilevazione.
Inoltre, un ufficiale di un ente pubblico potrebbe registrare un dato e trasferirlo in un'altra agenzia, senza contare che potrebbe passare inosservato a meno che non sia appositamente inserito nelle statistiche ufficiali. Di conseguenza, alcuni reati come la delinquenza minorile potrebbe risultare sotto stimati in situazioni dove gli agenti di polizia sono oberati di lavoro e dove non registrano adeguatamente i reati.
Similmente altre categorie di reati di una certa gravità potrebbero essere rilevate quando c'è qualche forma di incentivo per le forze di polizia. Quasi tutte le infrazioni autostradali, ad es., sono rilevate tramite sistemi di videosorveglianza perché sono previste delle multe che serviranno a rimpinguare le casse dell'erario ma, allo stesso tempo, è molto difficile che le contravvenzioni effettuate dalla polizia stradale siano registrate a causa della difficoltà di seguire tali eventi caso per caso.
Il Tasso criminale è utile per diversi scopi, come la valutazione dell'efficacia delle politiche tese a prevenire la criminalità (difesa sociale) di un quartiere a rischio o di un'intera città o di tutta la nazione, oppure servono dai politici per guadagnare proseliti sull'elettorato.
Il computo del tasso criminale serve anche ad arricchire il data base di altri sistemi giudiziari o per stimolare altre ricerche commissionate dal governo. Il metodo comparativo, invece, risulta problematico a causa della differenza esistente tra i sistemi giudiziari di ogni paese.
L'Onu pubblica periodicamente un rapporto sia sul tasso criminale che sulle attività di giustizia penale. Da parte europea si segnala un estremo tentativo di armonizzare la statistica criminale con il metodo comparativo.

### Regole di computo
Come già accennato (vedi supra), a causa della relativa carenza di standard universali, il metodo comparativo a livello internazionale soffre di un severo limite di applicabilità. Molti paesi, comunque, hanno adottato una serie di convenzioni per il computo della criminalità:
- Prima facie: il reato deve essere stato commesso prima di essere registrato, ad es. quando la polizia trova un'evidenza che sia stato commesso o riceve una verificabile memoria da parte di qualcuno che lo ha denunciato, mentre alcuni paesi calcolano il reato solo quando inizia il processo.
- Molteplici denunce dello stesso reato spesso sono calcolate come una sola, mentre alcuni paesi calcolano ogni denuncia separatamente, alte effettuano il calcolo per ogni vittima.
- Quando capita che diversi reati sono commessi insieme, solo quello più grave è considerato, mentre alcuni paesi registrano ogni reato separatamente, altre calcolano il caso in base all'autore che ha commesso il fatto.
- Quando molti aggressori sono coinvolti nello stesso crimine, il calcolo è effettuato in base ad uno solo di questi mentre gli altri rientrano nel computo solo in base all'arresto.
- La delinquenza è rilevata nel momento in cui il fatto assurge agli onori della cronaca, mentre altri paesi effettuano il computo arbitrariamente.
- I reati per i quali non sono previste sanzioni penali sfuggono alla rilevazione, ad es. i suicidi ed il vagabondaggio.

### Regole di ingaggio
Le banche dati della polizia spesso tendono a riflettere la produttività degli agenti di polizia e possono trascurare diverse evidenze, in quanto gli agenti rilevano solo ciò che sono intenti a fare, ad es. gli omicidi e i furti, mentre i reati da phishing sono rilevati da altre agenzie. Le statistiche dunque, in mano a personale differente, possono risultare fuorvianti.
Se, per es., la polizia interviene, dopo una telefonata del vicinato, nel bel mezzo di una violenza domestica, gli agenti possono decidere di arrestare qualcuno della coppia, in particolare l'uomo, perché nell'immaginario collettivo la donna si occupa della cura dei figli, a monte del reale motivo della lite. Tale prassi giudiziaria non considera il punto di vista della vittima in quanto non si basa su alcuna evidenza empirica. In questi casi c'è un generale orientamento a valutare un crimine più per ciò che rappresenta a livello sociale che in base al caso particolare. Di conseguenza, le indagini vittimologiche possono diventare fuorvianti.
Un modo per scoprire come le indagini vittimologiche siano utili, è quando evidenziano quei tipi di reati che non sono rilevati normalmente dalle forze di polizia, mentre altri tipi di reati sono sotto stimati. Le ricerche in proposito offrono alcuni dettagli su come sono registrati i crimini e su come la gravità dell'offesa può servire ad aumentare il livello di attenzione, mentre l'opportunità della rilevazione, il coinvolgimento di altri partner nonché la natura dell'offesa tendono a ridurlo.
Ciò permette di assegnare degli intervalli di confidenza alle statistiche, per es. i furti di motocicli sono generalmente denunciati perché la vittima può aver bisogno del risarcimento dalla polizza assicurativa, mentre la violenza domestica, l'abuso minorile e la violenza sessuale sono spesso sotto stimati a causa dell'intimità delle relazioni coinvolte o dell'imbarazzo che può inibire la vittima a denunciare il proprio carnefice.
Come già detto, i tentativi di impiegare il metodo comparativo delle indagini vittimologiche tra diversi paesi sono falliti in passato. Una ricerca recente, però, permette di contrastare tale trend. Si tratta del “ International Crime Victims Survey” iniziata nel 1989 e rifinanziata per ben sei volte fino al 2009 pubblicando una serie di risultati interessanti in merito.

## La classificazione in criminologia
Allo scopo di rilevare il crimine con efficacia, alcuni reati hanno bisogno di essere classificati e distinti in gruppi o categorie particolari in modo da essere comparati secondo una visuale olistica. Mentre molti sistemi giudiziari possono probabilmente convenire su cosa rappresenta un delitto, classificare un omicidio può, invece, sembrare più ostico, mentre un reato contro la persona può ampiamente differenziarsi. Differenti sistemi penali, dunque, spesso indicano diverse evidenze criminali che variano in base alle diverse giurisdizioni.
La sanzione per un reato può distinguersi, inoltre, in base alla cauzione o in base al tipo di reclusione. Il livello di sanzione può determinare cosa rappresenta o meno un reato: alcune giurisdizioni possono avere certe fattispecie penali che non esistono in altre.
I sistemi di classificazione sono orientati a superare tali limiti, sebbene differenti giurisdizioni rilevano le categorie di reati in maniera differente. Alcuni sistemi si concentrano su specifiche categorie quali l'omicidio, la rapina, il furto con scasso e la sottrazione di beni di valore. Altri sistemi come quello australiano tendono ad essere di tipo olistico.
Una ricerca sul crimine diffusa in oltre settanta paesi ha fornito degli indicatori standard per definire i reati più comuni.

## Prospettive sulla statistica criminale
I criminologi sono intenti ad implementare degli indicatori sempre più efficaci ed universali. Indicatori statistici semplici, in particolare, includono cifre sui reati, sulla vittimizzazione, sul tasso criminale, generalmente con rilevazioni a lungo termine.
Indicatori più complessi presentano dati su vittime ed aggressori sulla base della continuità e della recidiva. La vittimizzazione può essere misurata quando la stessa persona subisce la reiterazione del medesimo reato, spesso dal medesimo aggressore. Il tasso di recidiva serve per valutare l'efficacia degli interventi e di trattamenti di assistenza sociale per i liberati dal carcere.
Siccome la criminalità è una questione sociale, il metodo comparativo tra paesi o serie storiche è realizzato su base demografica.